# Приморская деревня Ча-ча-ча
«Приморская деревня Ча-ча-ча» или «Ча-ча-ча в прибрежном городе» (англ. Hometown Cha-Cha-Cha, кор. 갯마을 차차차, RR) — южнокорейский телесериал 2021 года, в главных ролях Син Мина, Ким Сонхо и Ли Сан И. Является ремейком фильма 2004 года «Мистер Хонг».

## Сюжет
Юн Хе Джин — успешный стоматолог из Сеула, которая после череды неудач приезжает в приморскую деревню Гонджин в день рождения покойной матери. Она решает открыть там стоматологическую клинику и знакомится с «мастером на все руки» Хон Ду Сиком, известным как «Главный Хон». Сериал рассказывает о развитии их отношений, а также о жизни других жителей Гонджина.

## Производство
Сериал стал результатом сотрудничества режиссёра Ю Джевона (известного по работам над «Гоблином») и сценаристки Син Хаын (автора «Отель дель Луна»). Основные съёмки проходили в прибрежном городе Пхохан, который стал прототипом вымышленного Гонджина.

## Критика
Сериал получил в основном положительные отзывы критиков. Издание The Korea Times отметило «очаровательную химию между главными актёрами и тёплую атмосферу маленького городка».
Однако некоторые обозреватели критиковали: предсказуемость сюжета,стереотипные персонажи,медленный темп развития событий в первых эпизодах.

## Аудитория
Сериал стал одним из самых рейтинговых в истории корейского кабельного телевидения, достигнув пикового рейтинга 12,665 %. На Netflix сериал вошёл в топ-10 в 25 странах, включая Малайзию, Сингапур и Таиланд.

## В ролях

### Главные герои
- Шин Мин А — Юн Хе Джин, талантливая, но прагматичная стоматолог из Сеула, которая переезжает в деревню Гонджин после череды неудач[10][11].
  - Сим Хе Ён — Юн Хе Джин в детстве.
  - О Е Джу — Юн Хе Джин в подростковом возрасте[12].

- Ким Сон Хо — Хон Ду Сик, мастер на все руки из Гонджина, известный как «Главный Хон». Без официальной работы, но всегда помогает жителям деревни[10][13].
  - Сон Мин Дже — Хон Ду Сик в детстве.
  - Ан Сон Вон — юный Хон Ду Сик.
  - Мун Сон Хён — Хон Ду Сик в подростковом возрасте.

- Ли Сан И — Чи Сон Хён, звездный продюсер развлекательных шоу, трудоголик с ярким характером[14].

### Второстепенные персонажи

#### Окружение Хе Джин
- Кон Мин Джон — Пё Ми Сон, лучшая подруга Хе Джин, работающая зубным гигиенистом.
- Со Сан Вон — Юн Тэ Хва, отец Хе Джин.
- У Ми Хва — Ли Мён Син, мачеха Хе Джин[15].

#### Окружение Сон Хёна
- Пак Е Ён — Ван Чи Вон, сценаристка, работающая с Сон Хёном.
- Ли Сок Хён — Ким До Ха, ассистент режиссёра, страдающий от переработок[16].
- Сон Тхэ — Джун, главный рэпер айдол-группы DOS.
- Бэк Сын — Ин У, вокалист DOS[17].

#### Жители Гонджина
- Ким Ён Ок — Ким Гам Ри, старейшина деревни.
- Ли Ён И — Ли Мат И, одна из трёх бабушек Гонджина[18].
- Син Син Э — Пак Сук Ча, самая молодая из трёх бабушек.[18]
- Чо Хан Чхоль — О Чхон Дже, владелец кафе и бывший певец 1990-х[19].
- Ли Бон Рён — Ё Хва Джон, бывшая жена Ён Гука и хозяйка здания клиники Хе Джин[20].
- Ин Гё Джин — Чан Ён Гук, бывший муж Хва Джон и глава района[21].
- Хон Джи Хи — Ю Чо Хи, школьная учительница и первая любовь Ён Гука[22].
- Ча Чхун Хва — Чо Нам Сук, владелица магазина и китайского ресторана[23].
- Юн Сок Хён — Чхве Гым Чхоль, друг Ду Сика и владелец магазина стройматериалов[23].
- Ким Чу Ён — Хам Юн Кён, жена Гым Чхоля[23].
- Кан Хён Сок — Чхве Ын Чхоль, полицейский и брат Гым Чхоля[24].
- Ким Сон Бом — Бан Ён Хун, управляющий общинным центром[23].
- Ким Мин Со — О Чжу Ри, дочь Чхон Дже[23].
- Ки Ын Ю — Чан И Джун, сын Ён Гука и Хва Джон[23].
- Ко До Ён — Чхве Бо Ра, дочь Гым Чхоля и Юн Кён[23].

### Гостевое участие
- Ли Чон Ын — пациентка Хе Джин[25].
- Бэ Хэ Сун — главный врач клиники, где раньше работала Хе Джин.
- Ли Чин Хи — мать Хе Джин[26].
- Ли Хо Дже — дедушка Ду Сика.
- Ли Си Хун — Мён Хак, пациент клиники Хе Джин[27].
- Ким Джин Ёп — Ли Кан Ук, бывший парень Хе Джин (5-я и 9-я серии).
- Ким Дэ Гон — продавец курицы-гриль.
- Ким Чи Хён — Сеон А, кузина Сон Хёна[28].
- О Ый Сик — Пак Чон У, друг Ду Сика[29].
- Ли До Ёп — сын Ким Гам Ри[30].
- Сим Чин Хва — посетительница ресторана Нам Сук[31].
- Чо Ён Со — танцор из группы DOS.
- Ким До Гён — танцор из группы DOS.

## Награды и номинации

### Премии
| Премия                                              | Год  | Категория                                          | Номинант             | Результат | Ссылки |
| --------------------------------------------------- | ---- | -------------------------------------------------- | -------------------- | --------- | ------ |
| Asia Television Award                               | 2022 | Лучший драматический сериал                        | Hometown Cha-Cha-Cha | Номинация | [ 32 ] |
| APAN Star Awards                                    | 2022 | Лучшая актриса в мини-сериале                      | Шин Мин А            | Победа    | [ 33 ] |
| APAN Star Awards                                    | 2022 | Приз зрительских симпатий (актриса)                | Шин Мин А            | Номинация | [ 34 ] |
| Asian Academy Creative Awards                       | 2022 | Национальный победитель (Корея) — Лучшая режиссура | Ю Чже Вон            | Победа    | [ 35 ] |
| Kim Soo-hyun Drama Art Hall                         | 2021 | Лучшая драма года                                  | Hometown Cha-Cha-Cha | Победа    | [ 37 ] |
| Korea Communications Commission Broadcasting Awards | 2022 | Премия за вклад в развитие халлю                   | Hometown Cha-Cha-Cha | Победа    | [ 38 ] |
| Mnet Asian Music Awards                             | 2021 | Лучшая OST                                         | Чхве Ю Ри — «Wish»   | Номинация | [ 39 ] |
| Seoul International Drama Awards                    | 2022 | Лучший актёр                                       | Ким Сон Хо           | Победа    | [ 40 ] |
| 14-я Korean Content Awards                          | 2022 | Почётная грамота министра культуры                 | Шин Ха Ын            | Победа    | [ 41 ] |

### Рейтинги и списки
| Издание              | Год  | Список                                  | Позиция   | Ссылки        |
| -------------------- | ---- | --------------------------------------- | --------- | ------------- |
| Joy News 24          | 2021 | Лучшие дорамы 2021                      | 2-е место | [ 42 ]        |
| NME                  | 2021 | 10 лучших корейских драм 2021           | 8-е место | [ 43 ]        |
| Variety              | 2021 | Лучшие международные сериалы 2021       | 6-е место | [ 44 ]        |
| KOFICE               | 2022 | Глобальные тренды халлю (драмы)         | 5-е место | [ 45 ] [ 46 ] |
| GQ India             | 2023 | 10 лучших дорам на Netflix для новичков | 1-е место | [ 47 ]        |
| Time                 | 2023 | 8 лучших корейских драм на Netflix      | Топ-8     | [ 23 ]        |
| Collider             | 2024 | Лучшие романтические сериалы на Netflix | Топ-20    | [ 48 ]        |
| Entertainment Weekly | 2025 | 21 лучший корейский сериал на Netflix   | Топ-21    | [ 49 ]        |

## Саундтрек
Оригинальный саундтрек сериала включал 11 композиций, среди которых особой популярностью пользовалась песня «Wish» в исполнении Чхве Ю Ри. Альбом занял 3-е место в чарте Gaon Album Chart.